# No Mercy in This Land
Albums par Ben Harper
Call It What It Is
(2016) Winter Is for Lovers (en)
(2020)
Albums par Charlie Musselwhite
Get Up
(2013)
No Mercy in This Land est un album de Ben Harper et Charlie Musselwhite.

## Titres
Toutes les chansons sont écrites et composées par Ben Harper, sauf indication contraire.
| 1.  | When I Go                     | Ben Harper, Jason Mozersky, Jesse Ingalls | 3:45 |
| 2.  | Bad Habits                    |                                           | 3:45 |
| 3.  | Love and Trust                |                                           | 3:07 |
| 4.  | The Bottle Wins Again (Blues) | Ben Haper, Jesse Ingalls                  | 3:38 |
| 5.  | Found the One                 | Ben Harper, Jason Mozersky, Jimmy Paxson  | 2:47 |
| 6.  | When Love Is Not Enough       | Ben Harper, Jason Mozersky                | 4:09 |
| 7.  | Trust You to Dig My Grave     |                                           | 3:33 |
| 8.  | No Mercy in This Land         |                                           | 3:45 |
| 9.  | Movin' On                     |                                           | 3:02 |
| 10. | Nothing at All                |                                           | 3:37 |